# Simpatía por el débil
Simpatía por el débil es el tercer disco del grupo madrileño The Refrescos, lanzado en 1991. Se trata del último disco con la formación original de la banda (en los siguientes solo quedaría Bernardo). No fue exitoso, a pesar de que se lanzaron dos singles, "Poltergeist" y "Fan". Esto se debió a que la banda introdujo temas sociopolíticos en las letras que no gustaron a la discográfica, y esta se negó a promover el disco. Es el disco más serio y pesimista de la banda, la comedia habitual solo está presente en "Poltergeist". También es el último con el sonido característico de la banda, distanciándose del pop rock y empezando a aparecer toques de rock alternativo y hasta de funk rock. También se hace mucho uso de teclados electrónicos (notable en "Justicia Histórica" que está totalmente basado en el sintetizador e incluye fragmentos de discursos de Felipe González) y de la armónica, que fue tocada por Julián Hernández de Siniestro Total. El álbum es muy poco conocido, y la banda no suele interpretar temas de él en directo.

## Lista de canciones
1. Doce meses (3:58)
2. Fan (2:50)
3. Duele (3:43)
4. Demasiado tarde (3:48)
5. Perdonarte primero (3:09)
6. Todos somos iguales (2:46) (Versión de "WLN" de The Hotknives)
7. Poltergeist (2:45) (Versión de "Poison Ivy" de The Coasters)
8. Libertad (4:50)
9. No, no, no (3:05)
10. Misterio (3:16)
11. Justicia histórica (3:24)

## Personal
• Bernardo Vázquez 'Bernárdez': voz
• Juan Ramón Pardo 'Pardini': guitarra
• Nabil Khoury 'Bul Bul': batería
• Alberto Oyarbide 'Sobórnez': bajo
Con:
• El Reverendo: teclados
• Alicia Alemán: voz en "Doce meses"
• César Strawberry: voz en "Fan"
• Josele Santiago: guitarra
• Julián Hernández: armónica en "Fan", "Duele", "Libertad" y "No, no, no"
• En "Doce meses", "Fan", "Duele", "Libertad", "No, no, no", "Misterio" y "Justicia histórica" aparece una sección de vientos.
- Datos: Q56316399